# Caio Caristânio Frontão
Caio Caristânio Frontão (em latim: Gaius Caristanius Fronto) foi um senador romano nomeado cônsul sufecto para o nundínio de maio a junho de 90 com Quinto Aceu Rufo. Frontão provavelmente era da quarta geração de uma família de colonos assentados por Augusto na recém-fundada Antioquia na Pisídia.

## Carreira
Depois de assumir uma série de posições equestres, foi admitido no Senado (adlectio) já no reinado de Vespasiano. Entre 74 e 75 (ou 75 e 76), foi legado imperial na província da Bitínia e Ponto. Entre 76 e 79, comandou a IX Legião Hispânica, baseada na Britânia. Nos primeiros anos do reinado de Domiciano, entre 81/82 e 83/84, foi governador da Lícia e Panfília, onde recebeu diversas condecorações. Finalmente chegou ao consulado em 90.
Sua esposa, Calpúrnia Paula, era filha de Calpúrnio Longo. Seus filhos, Caio Caristânio Frontão e Caio Caristânio Paulino, tiveram carreiras senatoriais quase desconhecidas.